# Coppa di Slovenia (pallavolo femminile)
La Coppa di Slovenia è una competizione pallavolistica femminile per squadre di club slovene, organizzata annualmente dalla Federazione pallavolistica della Slovenia.

## Albo d'oro
| Edizione         | Edizione            | Podio           | Podio                                                                 | Podio           |
| Anno             | Sede della finale   | Campione        | Risultato                                                             | Finalista       |
| ---------------- | ------------------- | --------------- | --------------------------------------------------------------------- | --------------- |
| 1991-92 Dettagli | -                   | Branik          |                                                                       |                 |
| 1992-93 Dettagli | -                   | Branik          |                                                                       |                 |
| 1993-94 Dettagli | -                   | Branik          |                                                                       |                 |
| 1994-95 Dettagli | -                   | Celje           | 3 - 0 (15-10, 16-14, 15-7) 1 - 3 (11-15, 15-8, 8-15, 4-15)            | Koper           |
| 1995-96 Dettagli | -                   | Branik          | 3 - 0 (15-10, 15-4, 15-6) 3 - 1 (15-11, 15-8, 11-15, 15-9)            | Celje           |
| 1996-97 Dettagli | -                   | Koper           | 2 - 3 (15-6, 10-15, 9-15, 15-2, 7-15) 3 - 0 (15-3, 15-12, 6-15, 15-4) | Novo Mesto      |
| 1997-98 Dettagli | -                   | Branik          | 3 - 2 (15-13, 9-15, 12-15, 15-9, 15-11)                               | Koper           |
| 1998-99 Dettagli | -                   | Branik          | 3 - 1 (15-3, 15-11, 15-9)                                             | Koper           |
| 1999-00 Dettagli | -                   | Branik          | 3 - 0 (15-16, 27-25, 25-15)                                           | HIT Nova Gorica |
| 2000-01 Dettagli | -                   | Branik          | 3 - 1 (25-20, 21-25, 25-20, 25-14)                                    | HIT Nova Gorica |
| 2001-02 Dettagli | -                   | Branik          | 3 - 2 (25-16, 25-7, 20-25, 19-25, 15-11)                              | HIT Nova Gorica |
| 2002-03 Dettagli | -                   | Branik          | 3 - 0 (25-22, 26-24, 25-14)                                           | HIT Nova Gorica |
| 2003-04 Dettagli | -                   | Vital           | 3 - 0 (25-18, 25-15, 25-21)                                           | HIT Nova Gorica |
| 2004-05 Dettagli | -                   | Vital           | 3 - 0 (25-21, 25-14, 25-23)                                           | HIT Nova Gorica |
| 2005-06 Dettagli | -                   | HIT Nova Gorica | 3 - 0 (25-10, 25-19, 25-6)                                            | Šentvid Lubiana |
| 2006-07 Dettagli | -                   | HIT Nova Gorica | 3 - 1 (19-25, 25-23, 25-20, 25-21)                                    | Novo Mesto      |
| 2007-08 Dettagli | Nova Gorica         | HIT Nova Gorica | 3 - 1 (25-20, 25-17, 18-25, 25-20)                                    | Branik          |
| 2008-09 Dettagli | Nova Gorica         | HIT Nova Gorica | 3 - 1 (25-17, 25-16, 23-25, 25-22)                                    | Branik          |
| 2009-10 Dettagli | Kamnik              | Branik          | 3 - 1 (25:21, 21:25, 27:25, 25:21)                                    | Kamnik          |
| 2010-11 Dettagli | Maribor             | Branik          | 3 - 1 (24-26, 25-18, 25-18, 17-25, 15-11)                             | Kamnik          |
| 2011-12 Dettagli | Kamnik              | Branik          | 3 - 2 (25-27, 18-25, 25-22, 25-18, 15-12)                             | Kamnik          |
| 2012-13 Dettagli | Šempeter pri Gorici | Kamnik          | 3 - 1 (22-25, 25-15, 25-19, 25-15)                                    | Branik          |
| 2013-14 Dettagli | Hoče-Slivnica       | Kamnik          | 3 - 1 (25-23, 20-25, 25-19, 25-23)                                    | Branik          |
| 2014-15 Dettagli | Šempeter pri Gorici | Branik          | 3 - 0 (25-18, 25-10, 25-14)                                           | Koper           |
| 2015-16 Dettagli | Kamnik              | Branik          | 3 - 0 (25-9, 25-14, 25-23)                                            | Kamnik          |
| 2016-17 Dettagli | Kranj               | Branik          | 3 - 2 (25-21, 21-25, 25-23, 25-27, 15-7)                              | Kamnik          |
| 2017-18 Dettagli | Hoče-Slivnica       | Branik          | 3 - 1 (25-17, 25-13, 20-25, 26-24)                                    | Kamnik          |
| 2018-19 Dettagli | Canale d'Isonzo     | Kamnik          | 3 - 1 (19-25, 27-25, 27-25, 27-25)                                    | Branik          |
| 2019-20 Dettagli | Kamnik              | Branik          | 3 - 2 (25-21, 19-25, 26-24, 17-25, 17-15)                             | Kamnik          |
| 2020-21 Dettagli | -                   | Non assegnata   | Non assegnata                                                         | Non assegnata   |
| 2021-22 Dettagli | Lubiana             | Kamnik          | 3 - 1 (25-21, 17-25, 25-22, 25-20)                                    | Branik          |

## Palmarès
| Squadra | Titolo | Edizione |
| ------- | ------ | --- |
| Branik  | 18     | 1991-92, 1992-93, 1993-94, 1995-96, 1997–98, 1998–99, 1999–00, 2000–01, 2001–02, 2002-03, 2008–09, 2010–11, 2011–12, 2012–13, 2013–14, 2016–17, 2017–18, 2019-20 |
| Gorica  | 4      | 2005-06, 2006-07, 2007-08, 2008-09 |
| Kamnik  | 4      | 2012-13, 2013-14, 2018-19, 2021-22 |
| Vital   | 2      | 2003-04, 2004-05 |
| Celje   | 1      | 1994-95 |
| Koper   | 1      | 1996-97 |